# Matthias Mercker
Matthias Mercker was een Nederlands componist en musicus die leefde rond 1600.

## Biografie
Matthias Mercker werd vermoedelijk geboren of verbleef enige tijd in Amsterdam, alwaar hij tussen 1585 en 1588 les kreeg van Cornelis Conradus, zelf leerling van Jan Pieterszoon Sweelinck. Hij werd multi-instrumentalist; hij bespeelde trombone, kornet, dwarsfluit en viool als ook kerkorgel. Hij werd vervolgens kornettist bij een orkest in de omgeving van Lüneburg, maar na een jaar ging hij aan het werk aan het hof van koning Christiaan IV van Denemarken.
Hij werd in 1602 opgenomen in het uit 342 personen bestaande gevolg van diens broer Johan, Prins van Sleeswijk-Holstein. Die trok naar Rusland om er te trouwen met de dochter Xenia van Boris Godoenov en zich er ook te vestigen. Vanwege het vroegtijdig overlijden van Johan ging de bruiloft niet door en Mercker moest een nieuwe baan zoeken. In juli 1603 was hij terug in Denemarken en bemerkte hij dat zijn plaats aan het hof was ingenomen en probeerde een nieuwe baan te krijgen. Die vond hij in Franeker; hij werd er in 1607 organist (Martinsorgel) en gelieerd aan de universiteit van Franeker. Op 24 december 1608 werd hij beëdigd musicus aan het hof van Ernst van Schaumburg, een mecenas met muzikale invloeden in hoven in Duitsland en Denemarken. Hij componeerde er zijn 14 Paduanen en 6 Galliarden die hij aan zijn beschermheer opdroeg.
Daarna was hij te vinden bij Eberhard Otto von Münchhausen (zoon van Statius von Münchhausen). Een aansluitende baan vond hij tussen 1618 en 1622 als organist van de Sint-Nicolaskerk in Straatsburg, alwaar hij ook Odae sprituale componeerde.
Na 1622 zijn geen sporen van hem meer te vinden, aldus Max Seifert; Mercker kan overleden zijn in Straatsburg maar ook verder getrokken zijn.